# Child of Light
Child of Light (dt. Kind des Lichts) ist ein Jump-’n’-Run-Computer-Rollenspiel, das von Ubisoft Montreal entwickelt und von Ubisoft herausgegeben wurde.
Im Spiel schlüpft der Spieler in die Rolle von Aurora, einem Kind, das seinem Heim entrissen wurde und auf der Suche nach dem Weg nach Hause die Sonne, den Mond und die Sterne zurückbringen muss, die von Umbra, der mysteriösen dunklen Königin, gefangen gehalten werden.
Das Spiel erschien im April 2014 für Microsoft Windows, PlayStation 3, PlayStation 4, Wii U, Xbox 360 und Xbox One und im Juli 2014 für PlayStation Vita. Als Spiel-Engine wird die hauseigene UbiArt Framework genutzt, die bereits bei Rayman Origins und dessen Nachfolger, Rayman Legends, zum Einsatz kam.

## Handlung
Die Handlung von Child of Light beginnt im Jahr 1895 im Kaiserreich „Austria“, das auf Österreich-Ungarn basiert. Die Protagonistin des Spiels ist Aurora, die Tochter des Herrschers eines fiktiven Herzogtums, das auf dem historischen Herzogtum Krain basiert.
Aurora erkrankt und fällt in Schlaf. Im Traum findet sie sich in einer mythischen Welt namens „Lemuria“ wieder. Sie begegnet einem Glühwürmchen namens „Igniculus“, das sie zu der geheimnisvollen „Dame des Waldes“ führt. Diese erklärt Aurora, dass sie überhaupt nicht träume, sondern dass sie magisch mit dieser und ihrer eigenen Welt durch einen Spiegel verbunden sei. Einst herrschte die „Königin des Lichts“ über Lemuria, doch eines Tages verschwand sie, sodass dann „Umbra, die Königin der Nacht“ und ihre beiden Töchter „Nox“ und „Crepusculum“ die Herrschaft über diese Welt übernahmen, die Sonne und den Mond stahlen und die ganze Welt mit ihren dunklen Kreaturen besetzten. Der Spiegel befindet sich in Umbras Schloss, sodass Auroras einzige Möglichkeit, wieder nach Hause zu kommen ist, die Himmelskörper zurückzuholen und Umbra zu besiegen. Die Dame schenkt Aurora magische Flügel und teilt ihr mit, dass sie auf ihren Reisen nach Hilfe Ausschau halten soll.
Auf ihren Reisen durch Lemuria trifft Aurora andere Bewohner dieser Welt, die sie begleiten, nachdem sie ihnen kleine Gefallen getan hat. Unter anderen trifft sie auf „Norah“, eine ihrer älteren Stiefschwestern, die ihr mitteilt, sie sei auf dieselbe Weise wie sie nach Lemuria gelangt. Als die Abenteurergruppe schließlich beim Tempel des Mondes ankommt, scheint es so, als wäre Aurora am Ziel ihrer Reise angelangt und verabschiedet sich von ihren Begleitern. Nur Norah begleitet sie in den Mondtempel hinein. Im Tempel stellt Aurora fest, dass ihre Stiefmutter, die sich als die Königin der Nacht herausstellt und „Cordelia“, ihre andere Stiefschwester, deren wirklicher Name Crepusculum lautet, sie erwartet haben. Außerdem entpuppt sich Norah in Wirklichkeit als Nox, die andere Tochter Umbras. Umbra erklärt ihr, dass Auroras Vater sie einst verstoßen habe und sie nun auf Rache gegen ihn und seine leibliche Tochter, also Aurora, sinne. Umbra versucht Aurora zu töten, doch ihre Krone, die ihr einst ihr Vater schenkte, schützt sie vor den Zaubern der dunklen Königin. Da sie sie nicht töten kann, sperrt sie Aurora und ihre Begleiter stattdessen im Kerker des Mondtempels ein. „Óengus“, einer der Wärter des Kerkers, befreit Aurora jedoch. Zusammen mit ihren Begleitern flieht sie aus dem Gefängnis und tötet dabei Crepusculum, sodass ihre Macht über den Mond von da an auf Aurora übergeht. Währenddessen erfährt Aurora durch Visionen, dass ihr Vater im Sterben liegt und sein Herzogtum von einer Flut bedroht wird.
Als Nächstes reist die Gruppe zum Sonnentempel tief unter dem Meer. Dort besiegen sie Nox und erlangen so von ihr auch die Macht über die Sonne. Danach erscheint Umbra und teilt Aurora mit, dass sie ihren Vater nur dann retten könne, wenn sie ihr die Sonne und den Mond wieder übergibt. Aurora bringt es jedoch nicht fertig, die Bewohner Lemurias zu verraten und lehnt Umbras Angebot ab, was zum Tod des Herzogs führt. Da Aurora ihre schützende Krone von ihrem Vater erlangt hat, verschwindet diese durch seinen Tod. Dadurch gelingt es Umbra, Aurora tödlich zu verletzen, doch es gelingt ihr im letzten Moment, nach der Sonne zu greifen und sie fällt in einen nach oben steigenden Wasserfall, der sie zu einem Schrein führt, bei dem die Dame des Waldes sie schon erwartet. In einer weiteren Vision erfährt Aurora, dass es Umbra war, die einst ihre leibliche Mutter tötete und die im Sterben noch dafür betete, dass zumindest ihre eigene Tochter verschont bleiben soll. Es stellt sich heraus, dass die Dame des Waldes in Wirklichkeit Auroras leibliche Mutter selbst ist, die nach ihrem Tod zur Königin des Lichts von Lemuria wurde. Mit der Kraft der Wünsche von Auroras Begleitern und dem Mond und der Sonne belebt ihre Mutter Aurora wieder. Schließlich reist sie zu Umbras Schloss, besiegt sie und befreit Lemuria von ihrer Herrschaft.
Aurora reist durch den Spiegel zurück in die reale Welt, wo das Herzogtum gerade dabei ist, durch die Flut komplett unterzugehen. Sie und ihre Begleiter bringen die Bürger des Herzogtums nach Lemuria in Sicherheit und von da an ist Aurora die neue Königin des Lichts.

## Gameplay
Das Gameplay hat die Eigenschaften eines 2½D-Side-Scrollers mit Rollenspielelementen, wie dem Stufenaufstieg durch das Sammeln von Erfahrung, um die Charakterwerte zu verbessern, was in einem Fertigkeitenbaum dargestellt wird, der 216 freischaltbare Fertigkeiten für alle spielbaren Charaktere bereitstellt. Außerdem muss man im Laufe des Spiels auch mehrere puzzleartige Rätsel lösen, die größtenteils nur durch Igniculus Hilfe bewältigt werden können, und auf geschickte Art physische Hindernisse überwinden. Neben ihrem Hauptziel kann Aurora auch Nebenaufgaben lösen, um dadurch bestimmte Belohnungen zu erhalten. In der gesamten Welt kann Aurora Kisten finden, die Gegenstände enthalten, mit denen sie ihre oder die Charakterwerte ihrer Begleiter verbessern kann oder die Getränke enthalten, mit denen sie ihre Lebenskraft oder ihr Mana wieder auffüllen kann. Aurora trifft außerdem immer wieder auf Pflanzen, die, wenn sie von ihr oder von Igniculus berührt werden, magische Kugeln ausstoßen, die Auroras Lebenskraft und Mana ebenfalls auffüllen können. Zu den wichtigsten Gegenständen, die der Spieler finden kann, zählen die „Oculi“, Edelsteine, die pro Charakter dreimal getragen werden können und die Fähigkeiten des Charakters verbessern. Durch ein "Crafting"-System ist es möglich, mehrere schwache Oculi zu einem stärkeren zusammenzufügen. Über 600 verschiedene Crafting-Kombinationen sind dabei möglich.
Child of Light ist auch einem Open-World-Spiel ähnlich. Mit Hilfe einer Weltkarte kann Aurora jeden Ort, den sie bereits betreten hat, erneut besuchen. Selbst nach der Beendigung des Spiels ist es ihr möglich, die Welt weiterhin zu erkunden und zum Beispiel noch nicht erledigte Nebenaufgaben zu erfüllen.
Kämpfe gegen Gegner finden in einem klassischen, rundenbasierten System ähnlich dem „Active Time Battle System“ statt, das bereits in Spielen wie Final Fantasy und Grandia zum Einsatz kam. Während eines Kampfes kann der Spieler zwischen Auroras Begleitern wechseln, was dem Spieler mehr Flexibilität bezüglich der Wahl der Strategie ermöglicht, oder es ihm erlaubt, einen toten Charakter auszuwechseln. Durch einen Zeitbalken, mit dem man überprüfen kann, wann der jeweils nächste Zug eines Gruppenmitglieds oder Gegners kommt, kann man den Gruppenmitgliedern Befehle erteilen. Jede Aktion dauert jedoch unterschiedlich lang. Die Länge dieser Aktionen kann auch durch die Verwendung von Gegenständen wie den Oculi, oder durch passive Fähigkeiten, die man im Fähigkeitenbaum erlernen kann, beeinflusst werden. Das Abwehren oder Verhindern der Attacken von Gegnern ist ebenfalls möglich. Auch ist die Art, wie sich Aurora auf den Gegner zubewegt, von Bedeutung. Wenn sie beispielsweise einen ahnungslosen Gegner von hinten angreift, kommt sie während des Kampfes schneller zum ersten Zug. Ihre Gegner können jedoch im Umkehrschluss dieselbe Taktik anwenden.
IGN beschreibt den Multiplayer des Spiels als kooperativ. Der zuvor erwähnte Charakter Igniculus kommt dabei ebenfalls vor und unterstützt Aurora im Kampf, indem er jeweils einen Gegner verlangsamt. Igniculus kann auch von einem zweiten Spieler (beispielsweise durch die Verwendung eines zweiten Controllers) gesteuert werden, um den ersten Spieler zu entlasten.
Die Handlung des Spiels wird durch kleine Zwischensequenzen und sich reimende Dialoge vorangetrieben, die jedoch größtenteils nicht vertont sind.

## Entwicklung
Child of Light wurde erstmals auf der GDC Europe 2013 offiziell von Patrick Plourde angekündigt. Der Kunststil und die wasserfarbenartige Grafik des Spiels ist von Studio Ghibli und Yoshitaka Amano inspiriert. Die Aufmachung des Spiels ist Spielen wie Vagrant Story, Final Fantasy VII und Limbo nachempfunden. Der Großteil des Kern-Entwicklerteams besteht aus Leuten, die zuvor an Far Cry 3 arbeiteten. Beide Spiele verfügen über einen ähnlichen Fähigkeitenbaum. Im Gegensatz zum „männlichen“ Far Cry 3 sollte Child of Light auch als „weiblicher Kontrapunkt“ zum vorherigen Spiel dienen. Ein Drittel des Entwicklerteams bestand aus Frauen.
Der Gamedesigner Patrick Plourde gab an, er habe sich bei der Entwicklung des Spiels von Künstlern des amerikanischen Goldenen Zeitalters der Illustration (1880–1918), wie Arthur Rackham, Edmund Dulac, John Bauer und Kay Nielsen inspirieren lassen. Er sagte auch, dass er ein märchenhaftiges Videospiel erschaffen wollte und da das Hauptthema in vielen Märchen das Erwachsenwerden ist, er das Gameplay darauf aufbaute.

## Produktionsdetails
Die kanadische Singer-Songwriterin Cœur de Pirate komponierte den Soundtrack zu Child of Light.

## Trivia
Die Katastrophe, die während des Spiels im Herzogtum geschieht, basiert auf einem Erdbeben, das an Ostern 1895 die Stadt Laibach im damaligen Herzogtum Krain verwüstet hatte.
Child of Light taucht als Easter Egg im ebenfalls von Ubisoft entwickelten Spiel Watch Dogs auf. Dort spielt der Neffe des Protagonisten auf seinem Tablet Child of Light.

## Rezeption
Child of Light erhielt positive Kritiken. GameRankings und Metacritic gaben der PS3-Version eine Bewertung von jeweils 90,00 % und 89/100. Die Wii-U-Version bekam 84,62 % und 84/100. Die PS4-Version bekam 83,48 % und 82/100. Die Xbox-One-Version bekam 82,00 % und 82/100. Die Xbox-360-Version bekam 80,00 % und 74/100 und die PC-Version bekam 76,29 % und 77/100.
Vince Ingenito von IGN gab dem Spiel eine Bewertung von 9,3/10. Er lobte das Kampfsystem und die Grafik, kritisierte jedoch die aufgezwungen wirkenden Reime. Chris Carter von der Webseite Destructoid gab eine Bewertung von 8,5/10. Er nannte das Kampfsystem „geradlinig, aber unterhaltsam“ und lobte die Handlung. Matt Liebl von der Webseite GameZone gab der PC-Version eine Bewertung von 9,5/10. Er sagte dazu: „Child of Light ist nicht die Art von Spiel, die wir von Ubisoft gewohnt sind, aber die Art von Spiel, das diese Industrie braucht. Es ist schwierig, das Spiel anzuschauen, ohne dessen Schönheit zu bewundern, doch unter der hinreißenden Grafik versteckt sich eine nachdenklich machende Handlung, die einen in den Bann ziehen wird.“
Auszeichnungen
- SXSW Gaming Awards[23]
  - Excellence in Art